# Нуэва-Кондомина
Нуэва-Кондомина (исп. Estadio Nueva Condomina, «Новая Кондомина») — футбольный стадион в Мурсии, домашняя арена клуба Реал Мурсия.
Стадион, вмещающий 31179 мест для зрителей, построен в 2000-е гг для проведения футбольных матчей, так как инфраструктура старого «Ла-Кондомина» не соответствовала требованиям для матчей высокого уровня. К тому же старый стадион вмещал всего около 15 тысяч болельщиков. Новый стадион соответствует всем требованиям УЕФА И ФИФА, а для проведения матчей чемпионата Европы или мира вместимость может быть увеличена до 45000.
Открытие «Нуэва-Кондомины» состоялось 11 октября 2006 года товарищеским матчем сборных Испании и Аргентины, в котором хозяева победили со счётом 2:1. «Реал Мурсия» дебютировал здесь лишь 26 ноября, крупно проиграв клубу из Вальядолида — 1:4.